# Buycott
Un buycott és l'oposat a boicot; és una campanya que promou la compra de productes o serveis d'una companyia o d'un país que estan afectats per boicots. S'han dut a terme diverses campanyes internacionals de buycott a favor d'Israel, amb l'objectiu de fer front a les nombroses campanyes econòmiques i polítiques en contra d'aquest país.
Quan la companyia Whole Foods Market va ser objecte de boicot, degut a la seva oposició a la reforma del sistema de salut als Estats Units, promoguda pel seu president Barack Obama, els oponents a la reforma van iniciar un buycott a nivell nacional. Per altra banda, l'organització no governamental Carrotmob es dedica a promoure campanyes de buycott amb finalitats ètiques, on es premien les bones pràctiques en les empreses
Una de les primeres referències del terme buycott va ser el 1991, al diari Los Angeles Times, en una columna de Robert Foxworth.